# Coupe Memorial 2016
 (mars 2022).
Les normes d'accessibilité du Web doivent être respectées sur les articles liés au hockey sur glace.
Les articles possédant ce bandeau sont listés dans la catégorie:Article hockey sur glace non accessible.
Les points d'amélioration suivants sont les cas les plus fréquents :
- Tableaux de données : utiliser les modèles préformatés déjà disponibles ou consulter l'aide ;
- Listes à puces : les listes à puces sont créées grâces aux astérisques. Il ne doit pas y avoir de ligne vide entre deux astérisques ;
- Langue : tout changement de langue doit être signalé grâce au modèle {{langue}} ou au paramètrelangue=quand le modèle {{Lien web}} est utilisé dans les références ;
- Alternative textuelle : toute image doit être accompagnée d'une description sommaire (à ne pas confondre avec la légende).

Voir aussi Wikipédia:Atelier accessibilité/Bonnes pratiques.
Nota : ce bandeau ne concerne pas les problèmes d'accessibilité dus aux modèles utilisés.
Navigation
Édition précédente Édition suivante
L'édition 2016 de la Coupe Memorial est présentée du 19 au 29 mai à Red Deer, dans la province de l'Alberta au Canada. Elle regroupe les champions de chacune des divisions de la Ligue canadienne de hockey (LCH), soit la Ligue de hockey junior majeur du Québec (LHJMQ), la Ligue de hockey de l'Ontario (LHO) et la Ligue de hockey de l'Ouest (LHOu).

## Formule du tournoi
Pour le tour préliminaire, les quatre équipes participantes sont rassemblées dans une poule unique où elles s'affrontent toutes une fois. Une victoire rapporte 2 points tandis qu'une défaite n'en donne aucun. L'attribution des points reste la même que la rencontre se décide dans le temps réglementaire ou en prolongations. Le premier se qualifie directement pour la finale tandis que le deuxième et le troisième joue une demi-finale pour déterminer la seconde équipe finaliste.
Dans le cas où les deux derniers sont à égalité de points, un match d'élimination est joué pour déterminer l'équipe demi-finaliste. Si trois équipes sont à égalité pour les deux places en demi-finale, les nombres de buts inscrits et encaissés lors des rencontres entre les équipes concernées sont additionnés et divisés par le nombre de buts inscrits. L'équipe possédant le plus grand pourcentage se qualifie pour la demi-finale tandis que les deux autres joue un match d'élimination. S'il y a toujours égalité, les buts inscrits et encaissés lors de la rencontre contre le premier du classement sont alors pris en compte.
Dans le cas où les deux premiers sont à égalité de points, le vainqueur de la rencontre les ayant opposés se qualifie pour la finale. Si les trois premiers du classement sont à égalité, les nombres de buts inscrits et encaissés lors des rencontres entre les équipes concernées sont additionnés et divisés par le nombre de buts inscrits. L'équipe possédant le plus grand pourcentage se qualifie pour la finale tandis que les deux autres joue la demi-finale. S'il y a toujours égalité, les buts inscrits et encaissés lors de la rencontre contre le dernier du classement sont alors pris en compte.

## Effectifs
Voici la liste des joueurs représentant chaque équipe :
| Pos. | No. | Joueur              |
| ---- | --- | ------------------- |
| G    | 1   | Tyler Parsons       |
| G    | 50  | Brendan Burke       |
| D    | 2   | Evan Bouchard       |
| D    | 3   | Nicolas Mattinen    |
| D    | 4   | Olli Juolevi        |
| D    | 14  | Brandon Crawley     |
| D    | 44  | Jacob Graves        |
| D    | 74  | Aiden Jamieson      |
| D    | 86  | Chris Martenet      |
| D    | 98  | Victor Mete         |
| A    | 7   | Matthew Tkachuk     |
| A    | 10  | Christian Dvorak    |
| A    | 11  | Owen MacDonald      |
| A    | 20  | Daniel Bernhardt    |
| A    | 21  | Chandler Yakimowicz |
| A    | 27  | Robert Thomas       |
| A    | 28  | Chad Heffernan      |
| A    | 29  | Sam Miletic         |
| A    | 49  | Max Jones           |
| A    | 63  | Cliff Pu            |
| A    | 67  | Kole Sherwood       |
| A    | 72  | Aaron Berisha       |
| A    | 80  | Alex Formenton      |
| A    | 84  | J.J. Piccinich      |
| A    | 93  | Mitchell Marner     |

| Pos. | No. | Joueur                  |
| ---- | --- | ----------------------- |
| G    | 1   | Samuel Harvey           |
| G    | 35  | Chase Marchand          |
| D    | 3   | Jacob Neveu             |
| D    | 5   | Jeremy Lauzon           |
| D    | 6   | Philippe Myers          |
| D    | 7   | Denis Bruno-Carl        |
| D    | 14  | Nikolas Brouillard      |
| D    | 21  | Allan Caron             |
| D    | 28  | Jonathan Legault        |
| D    | 29  | Zachary Lauzon          |
| A    | 4   | Gabriel Fontaine        |
| A    | 8   | A.J. Greer              |
| A    | 10  | Martins Dzierkals       |
| A    | 11  | Julien Nantel           |
| A    | 15  | Anthony Wojcik          |
| A    | 16  | Jean-Christophe Beaudin |
| A    | 18  | Mathieu Boucher         |
| A    | 19  | Antoine Waked           |
| A    | 20  | Timo Meier              |
| A    | 22  | Peter Abbandonato       |
| A    | 24  | Alexandre Fortin        |
| A    | 27  | Francis Perron          |

| Pos. | No. | Joueur             |
| ---- | --- | ------------------ |
| G    | 31  | Rylan Toth         |
| G    | 35  | Trevor Martin      |
| D    | 2   | Austin Strand      |
| D    | 3   | Colton Bobyk       |
| D    | 4   | Haydn Fleury       |
| D    | 5   | Josh Mahura        |
| D    | 6   | Nelson Nogier      |
| D    | 7   | Carson Sass        |
| D    | 8   | Kayle Doetzel      |
| D    | 26  | Austin Shmoorkoff  |
| A    | 9   | Conner Bleackley   |
| A    | 10  | Evan Polei         |
| A    | 11  | Jeff de Wit        |
| A    | 12  | Luke Philp         |
| A    | 13  | Ivan Nikolishin    |
| A    | 14  | Austin Pratt       |
| A    | 16  | Grayson Pawlenchuk |
| A    | 17  | Reese Johnson      |
| A    | 18  | Braden Purtill     |
| A    | 19  | Jake DeBrusk       |
| A    | 20  | Akash Bains        |
| A    | 22  | Brandon Hagel      |
| A    | 23  | Michael Spacek     |
| A    | 25  | Adam Musil         |
| A    | 27  | Taden Rattie       |
| A    | 28  | Adam Helewka       |

| Pos. | No. | Joueur             |
| ---- | --- | ------------------ |
| G    | 1   | Logan Thompson     |
| G    | 33  | Jordan Papirny     |
| D    | 2   | Mitchell Wheaton   |
| D    | 9   | Ivan Provorov      |
| D    | 10  | Kale Clague        |
| D    | 20  | Macoy Erkamps      |
| D    | 29  | Mark Matsuba       |
| D    | 32  | James Shearer      |
| D    | 34  | Jordan Thomson     |
| A    | 9   | Jayce Hawryluk     |
| A    | 11  | Caiden Daley       |
| A    | 12  | Stelio Mattheos    |
| A    | 14  | Ty Lewis           |
| A    | 16  | Tanner Kaspick     |
| A    | 18  | Garrett Armour     |
| A    | 19  | Nolan Patrick      |
| A    | 21  | Tyler Coulter      |
| A    | 23  | Tim McGauley       |
| A    | 24  | Connor Gutenberg   |
| A    | 25  | Duncan Campbell    |
| A    | 26  | Linden McCorrister |
| A    | 27  | Reid Duke          |

## Résultats

### Tour préliminaire
| 20 mai | Rebels de Red Deer | 2-6 (0-3, 1-3, 1-0) | Knights de London | ENMAX Centrium 7 292 spectateurs |

| Feuille de match | Feuille de match                                                                                   | Feuille de match | Feuille de match | Feuille de match                      |
| ---------------- | -------------------------------------------------------------------------------------------------- | ---------------- | --- | ------------------------------------- |
|                  | L. Philp (C. Bobyk, N. Nogier) — 19 min 45 s A. Helewka (H. Fleury, J. DeBrusk ) — 9 min 35 s (SN) | 0-3 1-3 1-0      | A. Berisha (M. Tkachuk, M. Marner) — 13 min 51 s (SN) C. Dvorak (O. Juolevi, M. Marner) — 16 min 39 s C. Dvorak (O. Juolevi, M. Marner) — 18 min 31 s M. Marner (A. Jamieson, C. Dvorak) — 13 min 4 s V. Mete — 16 min 59 s M. Marner (C. Dvorak) — 18 min 45 s | Arbitrage : Jeff Ingram Olivier Gouin |
| Rylan Toth       | Gardiens                                                                                           | Tyler Parsons    | | Arbitrage : Jeff Ingram Olivier Gouin |
| 12 min           | Pénalités                                                                                          | 8 min            | | Arbitrage : Jeff Ingram Olivier Gouin |
| 32               | Tirs                                                                                               | 36               | | Arbitrage : Jeff Ingram Olivier Gouin |

| 21 mai | Huskies de Rouyn-Noranda | 5-3 (3-1, 2-0, 0-2) | Wheat Kings de Brandon | ENMAX Centrium 7 267 spectateurs |

| Feuille de match | Feuille de match | Feuille de match | Feuille de match | Feuille de match                           |
| ---------------- | --- | ---------------- | --- | ------------------------------------------ |
|                  | AJ Greer (J. Lauzon, J. Neveu) — 14 min 6 s G. Fontaine (D. Bruno-Carl, A. Fortin (en)) — 18 min 33 s T. Meier (A. Caron, F. Perron) — 19 min 36 s P. Myers (F. Perron, N. Brouillard) — 13 min 29 s (SN) T. Meier (A. Fortin (en), F. Perron) — 17 min 10 s | 3-1 2-0 0-2      | R. Duke (J. Shearer, T. McGauley) — 2 min 44 s T. Coulter (L. McCorrister, N. Patrick) — 8 min 7 s - (I. Provorov, M. Erkamps) — 12 min 14 s | Arbitrage : Scott Ferguson Chris Schlenker |
| Chase Marchand   | Gardiens | Jordan Papirny   | | Arbitrage : Scott Ferguson Chris Schlenker |
| 14 min           | Pénalités | 14 min           | | Arbitrage : Scott Ferguson Chris Schlenker |
| 29               | Tirs | 41               | | Arbitrage : Scott Ferguson Chris Schlenker |

| 22 mai | Huskies de Rouyn-Noranda | 2-5 (1-2, 0-3, 1-0) | Rebels de Red Deer | ENMAX Centrium 7 377 spectateurs |

| Feuille de match | Feuille de match | Feuille de match | Feuille de match | Feuille de match                          |
| ---------------- | ---------------- | ---------------- | ---------------- | ----------------------------------------- |
|                  |                  |                  |                  | Arbitrage : Chris Schlenker Olivier Gouin |
| Chase Marchand   | Gardiens         | Rylan Toth       |                  |                                           |
| 32 min           | Pénalités        | 14 min           |                  |                                           |
| 24               | Tirs             | 38               |                  |                                           |

| 23 mai | Knights de London | 9-1 (4-0, 3-1, 2-0) | Wheat Kings de Brandon | ENMAX Centrium 7 360 spectateurs |

| Feuille de match            | Feuille de match | Feuille de match              | Feuille de match | Feuille de match                       |
| --------------------------- | ---------------- | ----------------------------- | ---------------- | -------------------------------------- |
|                             |                  |                               |                  | Arbitrage : Jeff Ingram Scott Ferguson |
| Tyler Parsons Brendan Burke | Gardiens         | Logan Thompson Jordan Papirny |                  |                                        |
| 16 min                      | Pénalités        | 28 min                        |                  |                                        |
| 31                          | Tirs             | 36                            |                  |                                        |

| 24 mai | Knights de London | 5-2 (2-0, 1-1, 2-1) | Huskies de Rouyn-Noranda | ENMAX Centrium 7 181 spectateurs |

| Feuille de match | Feuille de match | Feuille de match | Feuille de match | Feuille de match                         |
| ---------------- | ---------------- | ---------------- | ---------------- | ---------------------------------------- |
|                  |                  |                  |                  | Arbitrage : Scott Ferguson Olivier Gouin |
| Tyler Parsons    | Gardiens         | Chase Marchand   |                  |                                          |
| 37 min           | Pénalités        | 18 min           |                  |                                          |
| 25               | Tirs             | 32               |                  |                                          |

| 25 mai | Wheat Kings de Brandon | 1-2 (pr) (0-0, 1-0, 0-1, 0-1) | Rebels de Red Deer | ENMAX Centrium 7 327 spectateurs |

| Feuille de match | Feuille de match | Feuille de match | Feuille de match | Feuille de match        |
| ---------------- | ---------------- | ---------------- | ---------------- | ----------------------- |
|                  |                  |                  |                  | Arbitrage : Jeff Ingram |
| Jordan Papirny   | Gardiens         | Rylan Toth       |                  |                         |
| 8 min            | Pénalités        | 6 min            |                  |                         |
| 34               | Tirs             | 32               |                  |                         |

### Phase finale

#### Demi-finale
| 27 mai | Rebels de Red Deer | 1-3 (0-2, 1-1, 0-0) | Huskies de Rouyn-Noranda | ENMAX Centrium 7 562 spectateurs |

| Feuille de match | Feuille de match | Feuille de match | Feuille de match | Feuille de match                          |
| ---------------- | ---------------- | ---------------- | ---------------- | ----------------------------------------- |
|                  |                  |                  |                  | Arbitrage : Olivier Gouin Chris Schlenker |
| Rylan Toth       | Gardiens         | Chase Marchand   |                  |                                           |
| 8 min            | Pénalités        | 6 min            |                  |                                           |
| 37               | Tirs             | 27               |                  |                                           |

#### Finale
| 29 mai | Knights de London | 3-2 (pr) (0-0, 1-1, 1-1, 1-0) | Huskies de Rouyn-Noranda | ENMAX Centrium 7 384 spectateurs |

| Feuille de match | Feuille de match | Feuille de match | Feuille de match | Feuille de match                      |
| ---------------- | ---------------- | ---------------- | ---------------- | ------------------------------------- |
|                  |                  |                  |                  | Arbitrage : Olivier Gouin Jeff Ingram |
| Tyler Parsons    | Gardiens         | Chase Marchand   |                  |                                       |
| 4 min            | Pénalités        | 12 min           |                  |                                       |
| 33               | Tirs             | 31               |                  |                                       |

## Classement
Ci-après le classement à l'issue du tour préliminaire :
| Équipe                           | PJ | V | D | BP | BC |
| -------------------------------- | -- | - | - | -- | -- |
| Knights de London (LHO)          | 3  | 3 | 0 | 20 | 5  |
| Rebels de Red Deer (LHOu/ hôtes) | 3  | 2 | 1 | 9  | 9  |
| Huskies de Rouyn-Noranda (LHJMQ) | 3  | 1 | 2 | 9  | 13 |
| Wheat Kings de Brandon (LHOu)    | 3  | 0 | 3 | 5  | 16 |

 Équipe directement qualifiée pour la finale
 Équipe qualifiée pour la demi-finale

## Statistiques

### Meilleurs pointeurs
| Clt | Joueur           | Équipe                   | PJ | B | A  | Pts | Pun |
| --- | ---------------- | ------------------------ | -- | - | -- | --- | --- |
| 1   | Mitchell Marner  | Knights de London        | 4  | 2 | 12 | 14  | 4   |
| 2   | Christian Dvorak | Knights de London        | 4  | 7 | 5  | 12  | 0   |
| 3   | Matthew Tkachuk  | Knights de London        | 4  | 5 | 3  | 8   | 4   |
| 4   | Timo Meier       | Huskies de Rouyn-Noranda | 5  | 5 | 3  | 8   | 6   |
| 5   | Francis Perron   | Huskies de Rouyn-Noranda | 5  | 2 | 6  | 8   | 0   |
| 6   | Olli Juolevi     | Knights de London        | 4  | 0 | 7  | 7   | 4   |
| 7   | Haydn Fleury     | Rebels de Red Deer       | 4  | 1 | 4  | 5   | 4   |
| 8   | Adam Helewka     | Rebels de Red Deer       | 4  | 3 | 1  | 4   | 0   |
| 9   | Aaron Berisha    | Knights de London        | 4  | 2 | 2  | 4   | 0   |
| 10  | Max Jones        | Knights de London        | 4  | 2 | 2  | 4   | 8   |

### Meilleurs gardiens
| Clt | Joueur         | Équipe                   | PJ | V | D | DP | Bl | Moy  | %Arr  |
| --- | -------------- | ------------------------ | -- | - | - | -- | -- | ---- | ----- |
| 1   | Tyler Parsons  | Knights de London        | 4  | 4 | 0 | 0  | 0  | 1,78 | 0,942 |
| 2   | Rylan Toth     | Rebels de Red Deer       | 4  | 2 | 2 | 0  | 0  | 2,99 | 0,901 |
| 3   | Chase Marchand | Huskies de Rouyn-Noranda | 5  | 2 | 2 | 1  | 0  | 3,13 | 0,908 |

## Honneurs individuels
Cette section présente les meilleurs joueurs du tournoi.

### Trophées
- Trophée Stafford-Smythe (meilleur joueur) :  Mitchell Marner (Knights de London)
- Trophée George-Parsons (meilleur esprit sportif) :  Francis Perron (Huskies de Rouyn-Noranda)
- Trophée Hap-Emms (meilleur gardien) : Tyler Parsons (Knights de London)
- Trophée Ed-Chynoweth (meilleur buteur) : Mitchell Marner (Knights de London)

### Équipe d'étoiles
- Gardien : Tyler Parsons (Knights de London)
- Défenseurs : Olli Juolevi (Knights de London) et Haydn Fleury (Rebels de Red Deer)
- Attaquants : Christian Dvorak (Knights de London), Mitch Marner (Knights de London) et Timo Meier (Huskies de Rouyn-Noranda)